# 42e cérémonie des Saturn Awards
La 42e cérémonie des Saturn Awards, récompensant les films, séries télévisées et téléfilms sortis en 2015 et les professionnels s'étant distingués cette année-là, s'est déroulée le 22 juin 2016.

## Palmarès

### Cinéma

#### Meilleur film de science-fiction
- Star Wars, épisode VII : Le Réveil de la Force (Star Wars: Episode VII – The Force Awakens)
  - Ex Machina
  - Jurassic World
  - Mad Max: Fury Road
  - Seul sur Mars (The Martian)
  - Terminator Genisys

#### Meilleur film fantastique
- Cendrillon (Cinderella)
  - Adaline
  - La Légende de Baahubali - 1re partie (బాహుబలి)
  - Chair de poule, le film
  - Hunger Games : La Révolte, partie 2 (The Hunger Games: Mockingjay - Part 2)
  - Ted 2

#### Meilleur film d'horreur
- Crimson Peak
  - Insidious : Chapitre 3 (Insidious: Chapter 3)
  - It Follows
  - Krampus
  - Vampires en toute intimité (What We Do in the Shadows)

#### Meilleur thriller
- Le Pont des espions (Bridge of Spies)
  - Strictly Criminal (Black Mass)
  - The Gift
  - Les Huit Salopards (The Hateful Eight)
  - Mr. Holmes
  - Sicario

#### Meilleur film d'action ou d'aventure
- Fast and Furious 7 (Furious 7)
  - Everest
  - Mission impossible : Rogue Nation (Mission: Impossible – Rogue Nation)
  - The Revenant
  - 007 Spectre (Spectre)
  - Spy

#### Meilleur film international
- Turbo Kid -  Canada,  Nouvelle-Zélande
  - Goodnight Mommy (Ich seh Ich seh) -  Autriche
  - Le Vieux qui ne voulait pas fêter son anniversaire (Hundraåringen som klev ut genom fönstret och försvann) -  Suède
  - Le Labyrinthe du silence (Im Labyrinth des Schweigens) -  Allemagne
  - Legend -  Royaume-Uni
  - The Wave (Bølgen) -  Norvège

#### Meilleur film d'animation
Vice-versa (Inside Out)
- - Anomalisa
  - Le Voyage d'Arlo (The Good Dinosaur)
  - Kung Fu Panda 3
  - Les Minions (Minions)
  - Souvenirs de Marnie (思い出のマーニー (Omoide no Mānī?))

#### Meilleur film tiré d'un comic
- Ant-Man
  - L'Attaque des Titans (進撃の巨人 (Shingeki no Kyojin?)
  - Avengers : L'Ère d'Ultron (Avengers: Age of Ultron)
  - Kingsman : Services secrets (Kingsman: The Secret Service)
  - Snoopy et les Peanuts, le film (The Peanuts Movie)

#### Meilleur film indépendant
- Room
  - 99 Homes
  - Bone Tomahawk
  - Cop Car
  - Experimenter
  - Dalton Trumbo (Trumbo)

#### Meilleure réalisation
- Ridley Scott pour Seul sur Mars (The Martian)
  - J. J. Abrams pour Star Wars, épisode VII : Le Réveil de la Force (Star Wars: Episode VII – The Force Awakens)
  - Alex Garland pour Ex Machina
  - George Miller pour Mad Max: Fury Road
  - Peyton Reed pour Ant-Man
  - Guillermo del Toro pour Crimson Peak
  - Colin Trevorrow pour Jurassic World

#### Meilleur acteur
- Harrison Ford – Star Wars, épisode VII : Le Réveil de la Force
  - John Boyega – Star Wars, épisode VII : Le Réveil de la Force
  - Matt Damon – Seul sur Mars
  - Leonardo DiCaprio – The Revenant
  - Taron Egerton – Kingsman : Services secrets
  - Domhnall Gleeson – Ex Machina
  - Samuel L. Jackson – Les Huit Salopards
  - Paul Rudd – Ant-Man

#### Meilleure actrice
- Charlize Theron pour Mad Max: Fury Road
  - Blake Lively pour Adaline
  - Daisy Ridley pour Star Wars, épisode VII : Le Réveil de la Force
  - Emily Blunt pour Sicario
  - Jessica Chastain pour Seul sur Mars
  - Mia Wasikowska pour Crimson Peak

#### Meilleur acteur dans un second rôle
- Adam Driver – Star Wars, épisode VII : Le Réveil de la Force
  - Michael Douglas – Ant-Man
  - Michael Shannon – 99 Homes
  - Paul Bettany – Avengers : L'Ère d'Ultron
  - Simon Pegg pour le rôle de Benji Dunn dans Mission impossible : Rogue Nation (Mission: Impossible – Rogue Nation)
  - Walton Goggins – Les Huit Salopards

#### Meilleure actrice dans un second rôle
- Jessica Chastain – Crimson Peak
  - Alicia Vikander – Ex Machina
  - Carrie Fisher – Star Wars, épisode VII : Le Réveil de la Force
  - Evangeline Lilly – Ant-Man
  - Lupita Nyong'o – Star Wars, épisode VII : Le Réveil de la Force
  - Tamannaah Bhatia – La Légende de Baahubali - 1re partie

#### Meilleur jeune acteur
- Ty Simpkins – Jurassic World
  - Elias Schwarz et Lukas Schwarz – Goodnight Mommy
  - Jacob Tremblay – Room
  - James Freedson-Jackson – Cop Car
  - Milo Parker – Mr. Holmes
  - Olivia DeJonge – The Visit

#### Meilleur scénario
- Star Wars, épisode VII : Le Réveil de la Force (Star Wars: Episode VII – The Force Awakens) – J. J. Abrams, Michael Arndt et Lawrence Kasdan
  - Crimson Peak – Guillermo del Toro et Matthew Robbins
  - Ex Machina – Alex Garland
  - Jurassic World – Derek Connolly, Rick Jaffa, Amanda Silver et Colin Trevorrow
  - Kingsman : Services secrets (Kingsman: The Secret Service) – Jane Goldman et Matthew Vaughn
  - Mad Max: Fury Road – Nick Lathouris, Brendan McCarthy et George Miller
  - Seul sur Mars (The Martian) – Drew Goddard

#### Meilleurs décors
- Crimson Peak – Thomas E. Sanders
  - À la poursuite de demain (Tomorrowland) – Scott Chambliss
  - Jurassic World – Ed Verreaux
  - La Légende de Baahubali - 1re partie (బాహుబలి) – Sabu Cyril
  - Mad Max: Fury Road – Colin Gibson
  - Star Wars, épisode VII : Le Réveil de la Force (Star Wars: Episode VII – The Force Awakens – Rick Carter et Darren Gilford

#### Meilleure musique
- John Williams pour Star Wars, épisode VII : Le Réveil de la Force
  - M. M. Keeravani pour La Légende de Baahubali - 1re partie
  - Fernando Velázquez pour Crimson Peak
  - Ennio Morricone pour Les Huit Salopards
  - Tom Holkenborg pour Mad Max: Fury Road
  - Jóhann Jóhannsson pour Sicario

#### Meilleur montage
- Star Wars, épisode VII : Le Réveil de la Force (Star Wars: Episode VII – The Force Awakens) – Maryann Brandon et Mary Jo Markey
  - Ant-Man – Dan Lebental et Colby Parker Jr.
  - Fast and Furious 7 – Leigh Folsom Boyd, Dylan Highsmith, Kirk Morri, Christian Wagner
  - Jurassic World – Kevin Stitt
  - Kingsman : Services secrets (Kingsman: The Secret Service) – Eddie Hamilton et Jon Harris
  - Mad Max: Fury Road – Margaret Sixel

#### Meilleurs costumes
- Alexandra Byrne – Avengers : L'Ère d'Ultron
  - Rama Rajamouli, Prashanti Tipirineni – La Légende de Baahubali - 1re partie
  - Sandy Powell – Cendrillon
  - Kate Hawley – Crimson Peak
  - Arianne Phillips – Kingsman : Services secrets
  - Michael Kaplan – Star Wars, épisode VII : Le Réveil de la Force

#### Meilleur maquillage
- Neal Scanlan pour Star Wars, épisode VII : Le Réveil de la Force
  - Joel Harlow et Kenny Niederbaumer pour Strictly Criminal
  - David Martí, Montse Ribé et Xavi Bastida pour Crimson Peak
  - Gregory Nicotero, Howard Berger, Jake Garber et Heba Thorisdottir pour Les Huit Salopards
  - Lesley Vanderwalt, Damian Martin et Elka Wardega pour Mad Max: Fury Road
  - Donald Mowat pour Sicario

#### Meilleurs effets spéciaux / Meilleurs effets visuels
- Star Wars, épisode VII : Le Réveil de la Force (Star Wars: Episode VII – The Force Awakens) – Chris Corbould, Roger Guyett, Neal Scanlan et Patrick Tubach
  - Avengers : L'Ère d'Ultron (Avengers: Age of Ultron) – Paul Butterworth, Paul Corbould, Ben Snow et Christopher Townsend
  - Ex machina – Mark Williams Ardington, Sara Bennett, Paul Norris et Andrew Whitehurst
  - Jurassic World – Tim Alexander, Michael Lantieri et John Rosengrant
  - Mad Max: Fury Road – Andrew Jackson, Dan Oliver, Andy Williams et Tom Wood
  - Seul sur Mars (The Martian) – Anders Langlands, Chris Lawrence, Richard Stammers et Steven Warner

### Télévision

#### Meilleure série de science fiction
- Continuum

#### Meilleure série fantastique
- Outlander

#### Meilleure série d'horreur
- The Walking Dead

#### Meilleure série d'action ou thriller
- Hannibal

#### Meilleure adaptation de super-héros
- Flash

#### Meilleur acteur de télévision
- Bruce Campbell dans Ash vs. Evil Dead

#### Meilleure actrice de télévision
- Caitriona Balfe dans Outlander

#### Meilleur acteur de télévision dans un second rôle
- Richard Armitage dans Hannibal

#### Meilleure actrice de télévision dans un second rôle
- Danai Gurira dans The Walking Dead

#### Meilleur jeune acteur de télévision
- Chandler Riggs dans The Walking Dead

#### Meilleur artiste invité
- William Shatner dans Haven

### DVD

#### Meilleure édition DVD
- Burying the Ex

#### Meilleure édition spéciale DVD d'un classique
- Miracle Mile

#### Meilleure collection DVD
- The Frank Darabont Collection

#### Meilleure édition DVD d'un programme télévisé
- X-Files : Aux frontières du réel : Collector's Set

#### Meilleure édition spéciale DVD
- X-Men: Days of Future Past

## Nominations et récompense multiples

### Cinéma
| - 15 nominations : Star Wars, épisode VII : Le Réveil de la Force - 10 nominations : Mad Max: Fury Road - 9 nominations : Crimson Peak - 8 nominations : Jurassic World - 6 nominations : Ant-Man, Ex machina, Seul sur Mars - 5 nominations : La Légende de Baahubali - 1re partie, Les Huit Salopards, Kingsman : Services secrets - 4 nominations : Avengers : L'Ère d'Ultron, Sicario - 3 nominations : Fast and Furious 7 - 2 nominations : 99 Homes, Adaline, Strictly Criminal, Cendrillon, Cop Car, Goodnight Mommy, Mission impossible : Rogue Nation, Mr. Holmes, The Revenant, Room, The Visit | - 8 récompenses : Star Wars, épisode VII : Le Réveil de la Force - 2 récompenses : Crimson Peak |

### Télévision
| - 7 nominations : The Walking Dead - 5 nominations : Game of Thrones, Hannibal - 4 nominations : Daredevil, Supergirl, Wayward Pines, X-Files : Aux frontières du réel - 3 nominations : Continuum, Doctor Who, Fear the Walking Dead, Flash, Jessica Jones, Outlander, Teen Wolf, Ash vs. Evil Dead, Harry Bosch, Fargo, Haven, Flynn Carson et les Nouveaux Aventuriers, The Strain | - 3 récompenses : The Walking Dead - 2 récompenses : Hannibal, Outlander |